# Peugeot 404
Peugeot 404 – samochód osobowy klasy średniej produkowany przez francuską firmę Peugeot w okresie 1960–1988. Model ten odniósł największy sukces pośród kilku innych samochodów o podobnej stylistyce nadwozia (zaprojektowanej przez Battistę Farinę, która bazowała na jego własnym prototypie Florida II). 
Nadwozie Peugeota 404 zostało zaprojektowane przez Pininfarinę, dostępny był w kilku wersjach nadwoziowych: sedan (saloon), kombi (estate) oraz pickup. Kabriolet został wdrożony do produkcji w 1961. W 1962 pojawiła się wersja coupé.
Model 404 był, a w niektórych krajach wciąż jest, popularną taksówką, która zyskała sobie reputację dzięki swojej niezawodności. Dostępny był silnik Diesla o pojemności 1,9 l, który  później znalazł zastosowanie również w samochodzie Peugeot 504. Silnik benzynowy 1,6 l dostępny był również z wtryskiem paliwa Kugelfischer, również znalazł później zastosowanie w Peugeocie 504. Opcjonalnie samochód mógł zostać wyposażony w 3-biegową automatyczną skrzynię biegów ZF. Skrzynie manualne posiadały dźwignię zmiany biegów wbudowaną w kolumnę kierownicy.
Produkcja we Francji dobiegła końca w roku 1975. Do tego czasu wyprodukowano 1 847 568 egzemplarzy.
Peugeot 404 stał się bardzo popularny w rozwijających się państwach, był on produkowany za granicą na francuskiej licencji aż do roku 1988, z liczbą 2 885 374 wyprodukowanych samochodów.

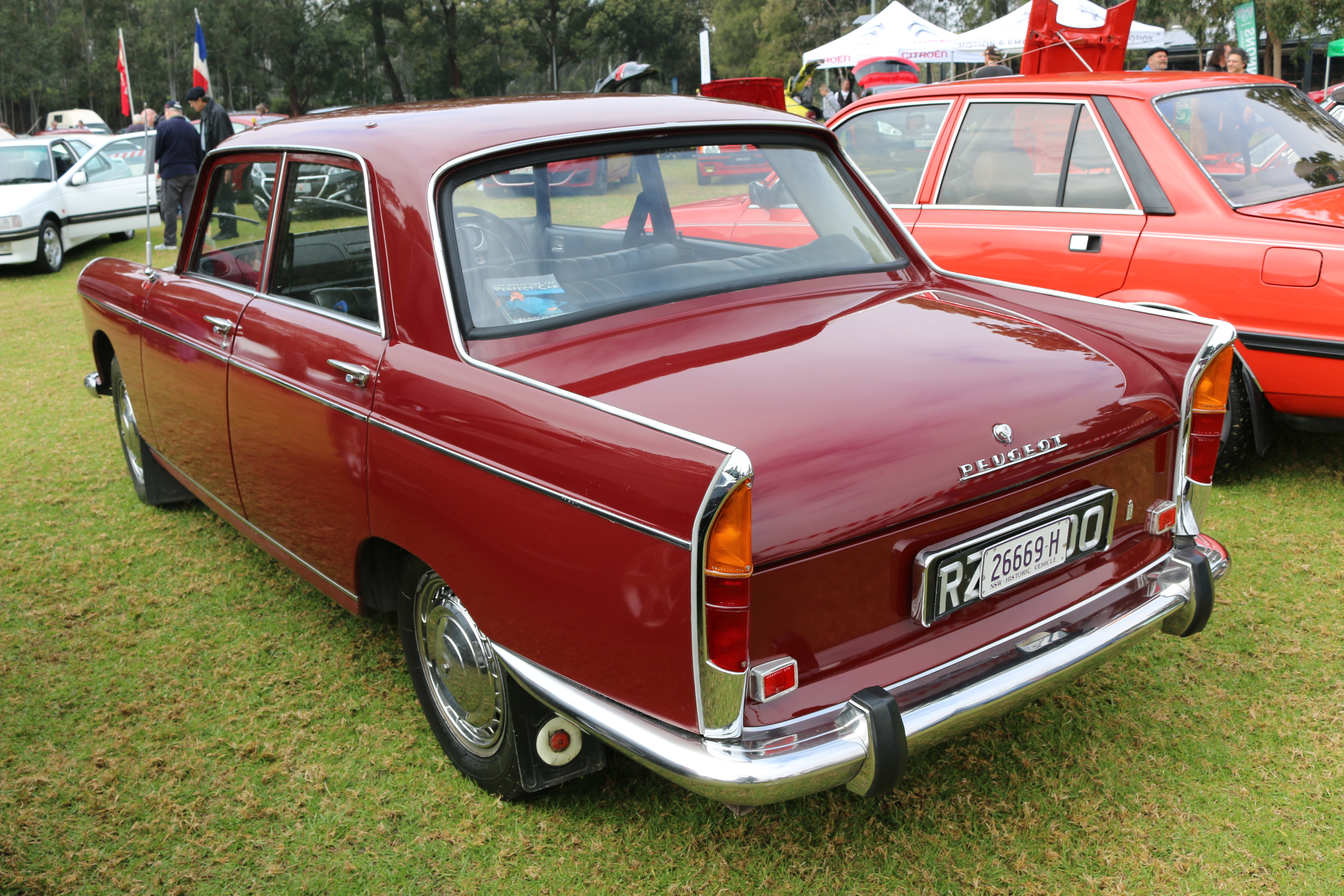
tył pojazdu
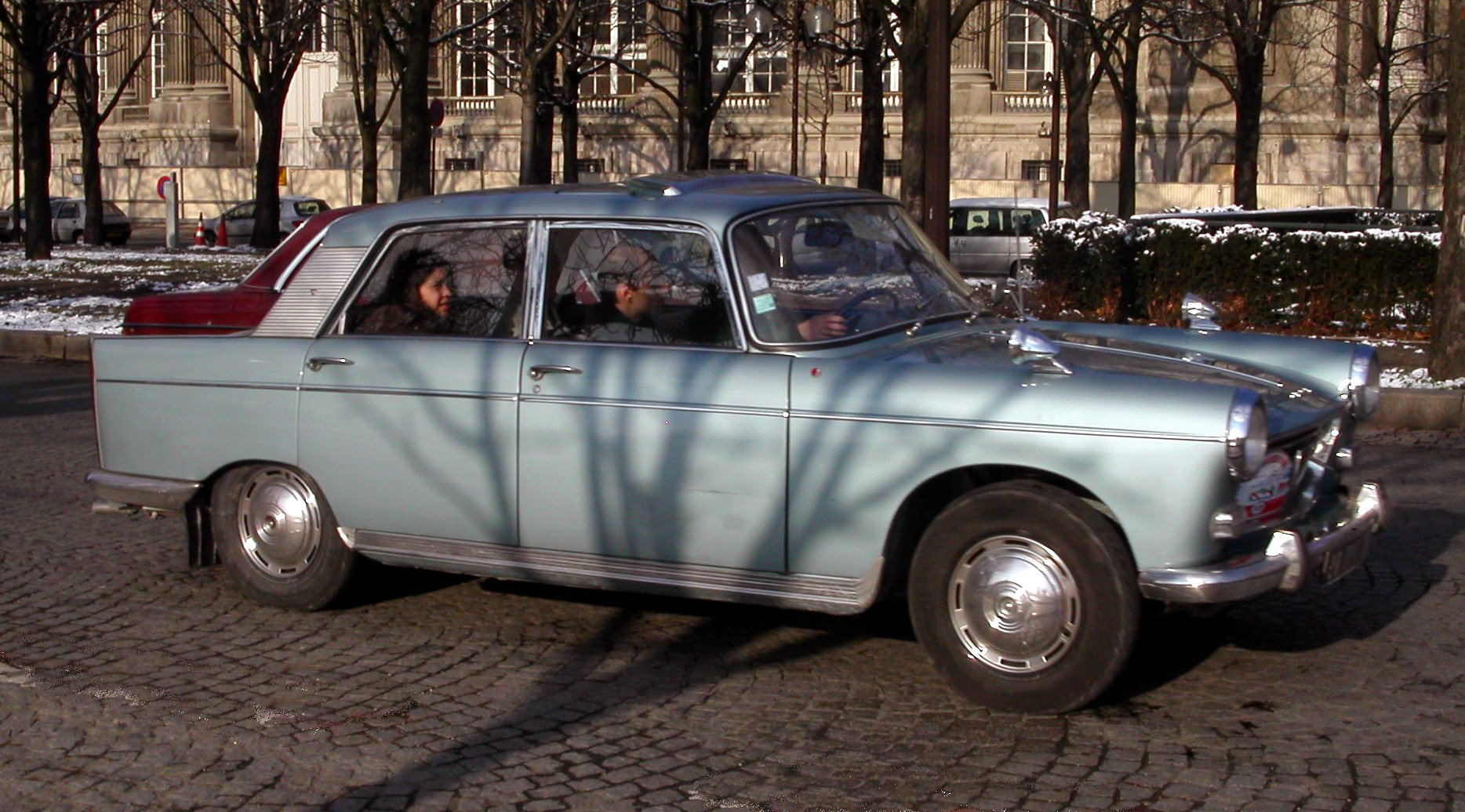
bok pojazdu
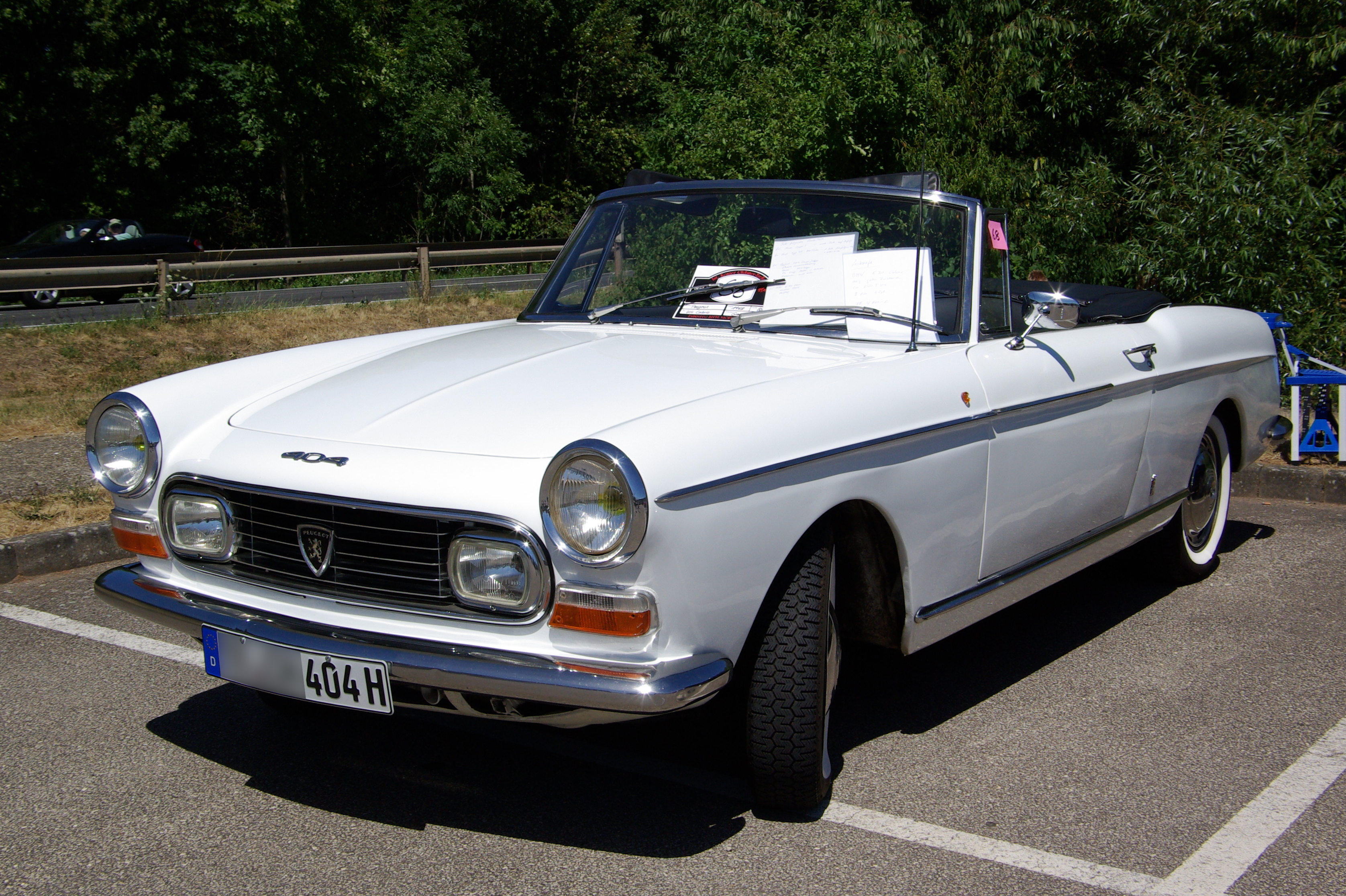
Cabriolet

## Rajdy
Peugeot 404 wygrywał Rajd Safari w latach 1963, 1966, 1967 i 1968.
Był to również bardzo popularny samochód rajdowy w Argentynie przez lata 60 XX w. oraz na początku lat 70 XX w. W tamtych latach startował w zespole Fiat-Peugeot.
Model 404 brał również udział w rajdzie "London-Mexico" w 1970 roku organizowanym przez Daily Mirror.